# Indywidualne mistrzostwa Związku Radzieckiego na żużlu
Indywidualne Mistrzostwa Związku Radzieckiego na żużlu – rozgrywany w latach 1959–1992 cykl turniejów, mających na celu wyłonienie najlepszych żużlowców w Związku Radzieckim.